# Lezionario Farnese
Il Lezionario Farnese è un codice miniato conservato presso la Public Library di New York (segnatura NYPL MA 91). È noto anche come Lezionario Towneley, dal nome dell'ultimo proprietario del manoscritto.
Il codice fu commissionato dal cardinale Alessandro Farnese il Giovane nella seconda metà del XVI secolo e fu realizzato a Roma dal miniatore Giulio Clovio e dalla sua bottega. Prima di essere trafugato in età napoleonica, il Lezionario Farnese è stato a lungo utilizzato, nella Cappella Sistina, come Messale per le celebrazioni liturgiche del Collegio dei Cardinali.
Giorgio Vasari cita il Lezionario Farnese nella biografia dedicata al Clovio, nella seconda edizione delle Vite del 1568. In particolare il Vasari ne elogia la pagina raffigurante il Giudizio universale, definendo il foglio «tanto bello, anzi ammirabile e stupendo, che io mi confondo a pensarlo, e tengo per fermo che non si possa, non dico fare, ma vedere né imaginarsi per minio cosa più bella» (volume 6, righe 37-40). 
Recentemente ne è stata pubblicata, in Italia, l'edizione in facsimile a tiratura limitata da parte della casa editrice Franco Cosimo Panini Editore.